# Дотракийцы
Дотракийцы — вымышленный народ в серии романов Джорджа Мартина «Песнь льда и огня» и её экранизациях, кочевники, обитающие в Эссосе и отличающиеся воинственностью и свирепостью. К этому народу принадлежал кхал Дрого, муж Дейенерис Таргариен. Историческим прототипом дотракийцев стали монголы и другие кочевники евразийской Великой степи.

## В книгах и сериале
Книги Джорджа Мартина содержат отрывочную информацию о дотракийцах. Это многочисленный народ, который кочует по Дотракийскому морю — обширной равнине во внутренней части континента Эссос. Дотракийцы делятся на множество кхаласаров (орд) во главе с кхалами, власть которых зиждется исключительно на личном авторитете. Они совершают набеги на соседние страны ради добычи, но вступают и в мирные контакты. Например, кхал Дрого женился на Дейенерис Таргариен — претендентке на престол Вестероса, имевшей поддержку в Вольных городах. Дотракийцы дикий народ. У них нет письменности, все их обычаи изображены как крайне варварские. Говорят они на дотракийском языке.
Дотракийцы играют важную роль в сюжете телесериала «Игра престолов». Так, кхал Дрого — один из заметных героев первого сезона шоу. Впоследствии Дейенерис добивается поддержки практически всех дотракийцев и переправляет их в Вестерос, где они принимают участие в битве с Белыми ходоками при Винтерфелле. Кочевники предпринимают храбрую атаку в самом начале сражения и практически все погибают. Специально для экранизации был разработан дотракийский язык, причём даже вышли учебник и обучающий курс, появился и оригинальный дотракийский алфавит.
Историческим прототипом дотракийцев наверняка являются монголы и другие кочевники евразийской Великой степи. Известно, что в юности Мартин интересовался монголами и прочёл ряд научно-популярных книг о них. Рецензенты книг констатируют, что познания писателя в том, что касается жизни кочевников, весьма скудны, а потому и описание дотракийцев вышло достаточно схематичным и однобоким.